# Nine Old Men
Nine Old Men è il nome con cui vengono ricordati i nove animatori storici della Walt Disney Company, alcuni in seguito diventati registi. Essi furono i creatori delle opere Disney più famose, da Biancaneve e i sette nani a Le avventure di Peter Pan. Walt Disney scherzosamente chiamava questo gruppo di animatori il suo Nine Old Men, in riferimento a Franklin D. Roosevelt e ai nove giudici della Corte Suprema degli Stati Uniti.

## INine Old Men
- Les Clark (nato il 17 novembre 1907 e deceduto il 12 settembre 1979), entrò nella Walt Disney Company nel 1927. La sua specialità era l'animazione di Topolino.
- Ollie Johnston (nato il 31 ottobre 1912 e deceduto il 14 aprile 2008), che entrò agli studi nel 1935, lavorò su Biancaneve. Il suo lavoro di animatore incluse Le avventure di Peter Pan, Cenerentola, Le avventure di Ichabod e Mr. Toad, e il principe Giovanni di Robin Hood. Secondo il libro The Disney Villain, Ollie aveva anche collaborato col suo amico nonché collega Frank Thomas sulla creazione di personaggi come Ichabod Crane, in Le avventure di Ichabod e Mr. Toad, e Sir Biss, Robin Hood.
- Frank Thomas (nato il 5 settembre 1912 e scomparso l'8 settembre 2004) entrò alla Disney nel 1934. Il suo lavoro si incentrò sulla realizzazione dei personaggi antagonisti come Lady Tremaine (Cenerentola), la Regina di Cuori (Alice nel Paese delle Meraviglie) e Capitan Uncino (Le avventure di Peter Pan). Sua è la scena della cena a base di spaghetti di Lilli e il vagabondo: Walt, positivamente impressionato dal risultato, era inizialmente contrario alla scena.[1]
- Wolfgang "Woolie" Reitherman (nato il 26 giugno 1909 e morto il 22 maggio 1985) entrato alla Disney nel 1935 come animatore e regista, diresse tutti i film animati Disney dopo la morte di Walt, fino al suo pensionamento. Alcuni dei suoi lavori compresero la balena di Pinocchio, il Coccodrillo Cocò (Peter Pan), Malefica drago (La bella addormentata nel bosco) e il Ratto (Lilli e il vagabondo).
- John Lounsbery (nato il 9 marzo 1911 e morto il 13 febbraio 1976) iniziò nel 1935 e, lavorando sotto Norm 'Fergy' Ferguson, divenne rapidamente una superstar animatoriale. Si è occupato dell'animazione di Fantasia (1940); ha animato il Padre in Le avventure di Peter Pan, Tony, Joe, e alcuni dei cani in Lilli e il vagabondo, Il re Stefano ne La bella addormentata nel bosco, gli elefanti ne Il libro della giungla e molti altri ancora. Nel 1974 è stato promosso a regista del corto Tigro e Winny-Puh a tu per tu.
- Eric Larson (nato il 3 settembre 1905 e morto il 25 ottobre 1988) aveva aderito nel 1933. Uno dei primi animatori Disney, ha animato caratteri di rilievo come Peg in Lilli e il vagabondo, gli avvoltoi in Il libro della giungla o il volo su Londra di Le avventure di Peter Pan. A Larson venne affidato il compito di individuare e formare nuovi animatori Disney negli anni settanta: molti dei migliori talenti che lavorarono alla Disney negli anni successivi, ed ancor oggi, furono formati da Eric negli anni settanta e ottanta.
- Ward Kimball (nato il 4 marzo 1914 e deceduto l'8 luglio 2002) entrò alla Disney nel 1934. Il suo lavoro comprende Lucifero, Jac e Gas-Gas (Cenerentola), e il Cappellaio matto e lo Stregatto (Alice nel Paese delle Meraviglie). Il suo lavoro è stato spesso più "selvaggio" rispetto agli altri animatori Disney e soprattutto è stato unico nel suo genere.
- Milt Kahl (nato il 22 marzo 1909 e deceduto il 19 aprile 1987) iniziò nel 1934 lavorando su Biancaneve e i Sette Nani. Lavorò su Shere Khan (in Il libro della giungla), Edgar il maggiordomo (in Gli Aristogatti), e lo sceriffo di Nottingham (Robin Hood).
- Marc Davis (nato il 30 marzo 1913 e morto nel 12 gennaio 2000) ha iniziato nel 1935 a Biancaneve e i Sette Nani, e più tardi proseguì a sviluppare e animare i personaggi di Bambi e Tippete (Bambi), Malefica e il corvo (La bella addormentata nel bosco) e Crudelia De Mon (La carica dei 101). Davis è stato riconosciuto di character design, sia per i "Pirati dei Caraibi" che per "La casa dei Fantasmi", attrazioni del parco di Disneyland.

Al momento dell'uscita di Robin Hood nei cinema (1973), erano rimasti solo quattro dei nove a lavorare ancora per Disney: Milt Kahl, John Lounsbery, Frank Thomas e Ollie Johnston.
John Lounsbery morì nel 1976, Kahl andò in pensione lo stesso anno, ma morì nel 1987. Per Frank ed Ollie la pensione arrivò due anni dopo, nel 1978. Nel film Gli Incredibili (Pixar, 2004), i due amici si esibiscono in un cameo come due vecchietti seduti ad osservare la famiglia Parr che difende la città. Frank Thomas morì poco dopo, nel 2004, lasciando Ollie Johnston come ultimo superstite "Old Man", che a sua volta morì il 14 aprile 2008.